# Хмельницька дитяча музична школа №1 імені Миколи Мозгового
Хмельницька дитяча музична школа № 1 імені Миколи Мозгового — найстаріший дитячий музичний навчальний заклад міста Хмельницький.

## Історія
Заклад було засновано у 1935 році. Свою діяльність школа (тодішня назва Проскурівська дитяча музична школа) розпочала у приміщенні де було 5 класних кімнат, в яких навчалося 30 учнів. Навчання проводилося за фахом «фортепіано» та «скрипка».
В 1944 році школа відновила свою діяльність, яка була призупинена у зв'язку з Другою світовою війною. До 1951 року контингент учнів збільшився до 115 учнів. В школі працювало 10 викладачів, навчання проводилося із 7 спеціальностей — «фортепіано», «скрипка», «віолончель», «контрабас», «баян», «акордеон» та «духові інструменти».
З 1950 до 2018 року школа постійно продовжувала зміцнювати свою матеріально-технічну базу та набір обдарованих дітей міста.
В 2012 році школі присвоєно ім'я нашого видатного земляка, співака та композитора Миколи Мозгового.
Хмельницька дитяча музична школа № 1 імені Миколи Мозгового, що розташовується у самому центрі міста сьогодні нараховує 65 класних кімнат, тут працює 73 викладачі, серед них — 24 викладачі «Спеціалісти вищої категорії», 5 викладачам присвоєно звання «Викладач-методист», 9 викладачам присвоєно звання «Старший викладач». Навчаються у закладі понад 600 учнів.
Серед випускників останнього десятиліття 208 переможців міжнародних конкурсів, 180 переможців всеукраїнських конкурсів, 338 переможців обласних та регіональних конкурсів та олімпіад. Переможцями міжнародних та всеукраїнських конкурсів є учнівські художні колективи: камерний оркестр, зразковий дитячий хор «Подільські солов'ї», квартет акордеоністів.
Щорічно упродовж останніх тридцяти років в середньому сімнадцять кращих випускників школи вступають до вищих музичних навчальних закладів країни різного рівня акредитації.
В ДМШ № 1 ім. Миколи Мозгового успішно працюють учнівські колективи — оркестр народних інструментів, камерний оркестр, ансамбль віолончелістів, ансамбль скрипалів, ансамбль акордеоністів, ансамбль домристів, ансамбль гітаристів, вокальні ансамблі та викладацькі художні колективи.
В 2016 році на території школи відкрито локацію «Мистецький дворик», де відбуваються різноманітні заходи та проекти мистецького спрямування,

## «Кобзарі»
В 1979 році створено викладацький інструментальний ансамбль народних інструментів «Кобзарі». За період свого творчого шляху ансамблем дано понад 300 концертів для учнівської та студентської молоді, робітників, воїнів української армії.
В репертуарі колективу більше 100 музичних творів. Це твори композиторів-класиків А.Дворжака, Ж.Бізе, М.Лисенка, українських композиторів М.Завадського, В.Пащенка, К.М'яскова, твори композиторів Хмельниччини М.Балеми, Р.Суров'яка, М.Люшні, І.Пустового та обробки народних мелодій.
У липні 1982 року ансамбль став учасником творчого звіту майстрів мистецтв і художніх колективів Хмельницької області в м. Києві і був відзначений Грамотою Міністерства культури України, а в грудні цього ж року на запрошення Всеукраїнського музичного хорового товариства колектив брав участь у концерті циклу «Скарби музичного мистецтва».
У 1983 році ансамбль успішно виступив у телетурнірі «Сонячні кларнети».
Інструментальний ансамбль «Кобзарі» неодноразово брав участь у творчих звітах міста, був учасником заключних концертів Всеукраїнського фестивалю народної творчості (1999 р.), фестивалю самодіяльних та професійних колективів до 10-річчя Незалежності України (2001 р.).
Для учнів шкіл, спільно з Хмельницькою музичною спілкою, ансамбль підготував декілька тематичних лекцій-концертів: «Звучать народні інструменти», «Музики Поділля», «Мелодії народів світу».
Колектив брав активну участь у творчих вечорах Хмельницьких композиторів Михайла Люшні (1996, 1999, 2002 рр.), Роберта Суров'яка (1997, 1999 рр.), які проводила Хмельницька обласна телерадіокомпанія.
Інструментальний ансамбль «Кобзарі» був учасником проектом обласної телерадіокомпанії «Імена» (1994, 1999, 2004 рр.).
У 2016 році здобув І місце на обласному конкурсі «Мистецька палітра» (м. Хмельницький).

## «Подільські солов'ї»
Гордістю школи є зразковий дитячий хор «Подільські солов'ї», який створено у 1989 році. Основу репертуару колективу складає народна пісня, твори української та зарубіжної класики, сучасних композиторів.
Важливе місце у творчій діяльності хору займає духовна музика. У 2000 році хор «Подільські солов'ї» брав активну участь у різноманітних мистецьких заходах присвячених 2000-літтю Різдва Христового. Колектив є учасником духовних служб храмів різних конфесій.
У травні 2001 року дитячий хор «Подільські солов'ї» брав участь у творчому звіті Хмельницької області в Національному Палаці «Україна» (м. Київ), присвяченому 10-й річниці Незалежності України.
В 2002 році колектив був учасником V Всеукраїнського фестивалю-конкурсу дитячих хорових колективів «Весняні голоси» (м. Тисмениця, Івано-Франківськ), де отримав І премію.
В 2003 році зразковий дитячий хор «Подільські солов'ї» став переможцем (І премія) VI Міжнародного фестивалю-конкурсу дитячих хорових колективів «Артеківські зорі» та отримав спеціальний приз голови журі академіка Г.Струве.
В 2006 році хор здійснив концертну поїздку в місто-партнер Шауляй (Литва). Концерти колективу пройшли з великим успіхом і отримали високу оцінку серед музикантів-професіоналів та любителів хорової музики. В травні цього ж року зразковий дитячий хор «Подільські солов'ї» був учасником VII Всеукраїнського фестивалю-конкурсу дитячих хорових колективів «Весняні голоси» (м. Тисмениця, Івано-Франківськ) і здобув І місце.
У 1997, 2002, 2007, 2012, 2017 роках колектив підготував концертні сольні програми творів М.Леонтовича з нагоди ювілейних дат композитора. В 2008 році хор «Подільські солов'ї» презентував збірку творів для дітей та юнацтва «Ми будуєм Україну» подільського композитора, народного артиста України М.Балеми.
В 2008 році хор здобув Гран-Прі, Диплом за краще виконання обов'язкового твору та Диплом у номінації «Кращий диригент конкурсу» на VIII Всеукраїнському фестивалі-конкурсі дитячих хорових колективів «Весняні голоси» (м. Тисмениця, Івано-Франківськ).
У вересні 2009 році хор отримав Золотий диплом І ступеня з врученням Кубку переможця на ХІІ Міжнародному фестивалі-конкурсі дитячих хорових колективів «Артеківські зорі».
У 2010 році колективів отримав І місце на Всеукраїнському фестивалі-конкурсі хорових «Товтри 2010» (м. Кам'янець-Подільський).
У травні 2014 році хор отримав Гран-Прі на обласному конкурсі хорових колективів шкіл естетичного виховання присвяченому 200-річчю Т. Г. Шевченка.
У грудні 2015 році колектив здійснив концертну поїздку до Республіки Польща у м. Люблін з Різдвяними колядками та духовною музикою.
Дитячий хор «Подільські солов'ї» бере участь у мистецьких проектах Хмельницької обласної філармонії. У супроводі камерного оркестру філармонії хор виконав кантату «Stabat Mater» Джованні Перголезі, «Messa — breve» Лео Деліба та «Messa — basse» Габріеля Форе у супроводі органу. Також колектив брав участь у постановці опер обласною філармонією С.Гулака-Артемовського «Запорожець за Дунаєм» та Дж. Пучіні «Тоска».
У травні 2016 року колектив взяв участь у виконанні кантати К.Орфа «Карміна бурана» у супроводі обласного симфонічного оркестру, творчому звіті художніх колективів міста, присвяченому 25-річчю Незалежності України. В органній залі обласної філармонії виконав месу Г.Форе із заслуженою артисткою України Н.Молдован.
У 2017 році зразковий дитячий хор «Подільські солов'ї» взяв участь у закритті Міжнародного фестивалю камерної музики «Хмельницький — камерфест» та участь у програмі обласного симфонічного оркестру кращих хітів світової рок-музики. У цьому ж році колектив був учасником прем'єрного виконання ораторії для корільйона, дитячого та мішаного хору, симфонічного оркестру з саундтреком звуків Майдану «Небесний щедрик» композитора Івана Небесного.